# Messe Nischni Nowgorod
Die Nischni-Nowgoroder Messe (russisch Нижегородская ярмарка) war eine Messe in Russland, deren Vorgänger von der Mitte des 16. Jahrhunderts bis 1816 jährlich im Juli in der Nähe des Makarjew-Klosters am linken Ufer der Wolga stattfand. Nach einem verheerenden Feuer im Jahr 1816 wurde sie nach Nischni Nowgorod verlegt. Trotzdem wurde sie für einige Jahrzehnte weiterhin als „Makarjew-Markt“ bezeichnet. Die Messe zog viele Kaufleute aus Indien, Iran und Zentralasien an.
Laut Durland, einem Journalisten, der 1905 die Messe besuchte, datieren die Ursprünge der Messe „vor der Entdeckung Amerikas“. Die Messe wurde von Moskowiter Fürsten gegründet, um mit der seit 1257 stattfindenden Messe von Kasan zu konkurrieren und den Handel von dieser wegzulenken. Zu der Zeit, als Durland die Messe besuchte, bestand sie aus 60 Gebäuden, 2.500 Basaren und 8.000 Exponaten mit Handelswaren zusammen mit einer breiten Palette von Auftritten für die Öffentlichkeit. Die Messe war ein Handelszentrum, das etwa die Hälfte der gesamten Produktion von Exportgütern in Russland verkaufen sollte.
Anfang 1922 wurde gemeldet, dass die Sowjetregierung eine Wiedereröffnung der regelmäßigen Messe plane und eine Untersuchung des Messegeländes hat vornehmen lassen. Ab 1929 fand die Messe dann nicht mehr statt.
1991 wurde eine Gesellschaft namens Nishegorodskaja jarmarka (russisch Нижегородская ярмарка, Nischni-Nowgoroder Jahrmarkt/Messe) mit dem Hauptsitz im ehemaligen Hauptgebäude der Messe gegründet. Das Messegebäude wurde später ein Ausstellungszentrum. Das Hotel liegt im historischen Zentrum des alten Kanavino.